# Lesena peč (Jalen)
Lesena peč je norčava burka pisatelja Janeza Jalna iz leta 1937.

## Vsebina
Burka v treh dejanjih se dogaja v novejših časih v podeželskem mestecu. Osebe so postavljene tako, da so na eni strani ne posebno imenitni predstavniki oblasti, kot so komisar, nameščenec in pisar, na drugi strani pa domačini, kot so veleposestnik, podjetnik, krčmar in kapelnik. Burka sloni na situacijski komiki, ki jo v izhodišču predstavlja lesena, torej lažna, peč. Ključno vlogo igra točajka. Cilj dogajanja je razkriti vohljače in ovaduhe, a to se dogaja na smešen način. Zunanjega dogajanja ni veliko. Dobršen del dramske dinamike pa izvira tudi iz besedne komike, tj. iz ljudske šaljivosti ter duhovitih in posmehljivih dvogovorov.

## Objava in uprizoritve
Jalen je igro v rokopisu končal 8. maja 1936 in jo izdal v samozaložbi. Prvi izvodi so bili natisnjeni januarja leta 1937. Jalnova burka je šla na številne ljudske odre po vsej Sloveniji.